# Lushui
Lushui (泸水市S, LúshuǐP) è una città-contea della Cina, situata nella provincia di Yunnan e amministrata dalla prefettura autonoma lisu di Nujiang.